# شهرستان فیروزه
شهرستان فیروزه یکی از شهرستان‌های خراسان رضوی است. نام پیشین این شهرستان، تحت‌جلگه (یکی از بخش‌های شهرستان نیشابور تا سال ۱۳۸۶) بود که در خرداد سال ۱۳۹۱ با مصوبه هیئت دولت به فیروزه تغییر یافت.

## جمعیت
بر اساس سرشماری عمومی نفوس و مسکن در سال ۱۳۹۰ جمعیت شهرستان فیروزه ۴۲۷۳۹ نفر (در ۱۲۳۶۰ خانوار) بوده‌است.

## تقسیمات کشوری
این شهرستان تا آذر ماه ۱۳۸۶، یکی از بخش‌های شهرستان نیشابور بود که در این تاریخ به شهرستان ارتقا یافت. شهر فیروزه مرکز این شهرستان می‌باشد. در حال حاضر، شهرستان فیروزه دارای دو بخش، چهار دهستان و سه شهر است:
- بخش مرکزی شهرستان فیروزه
  - دهستان تخت جلگه
  - دهستان فیروزه

شهرها: فیروزه
- بخش طاغنکوه:
  - دهستان طاغنکوه شمالی
  - دهستان طاغنکوه جنوبی

شهرها: همت‌آباد، گرماب